# Heusden Koers 1972
De 24e editie van de Belgische wielerwedstrijd Heusden Koers werd verreden op 15 augustus 1972. De start en finish vonden plaats in Heusden. De winnaar was André Dierickx, gevolgd door Dirk Baert en Ronny De Bisschop.

## Uitslag
| Heusden Koers 1972 |                   |                   |       |
| Plaats             | Naam              | Ploeg             | Tijd  |
| Winnaar            | André Dierickx    | Beaulieu-Flandria | 3u37' |
| 2                  | Dirk Baert        | Beaulieu-Flandria | + 15" |
| 3                  | Ronny De Bisschop | Hertekamp         | z.t.  |

1929 · 1930-1935 · 1936 · 1937 · 1938 · 1939 · 1952 · 1953 · 1954 · 1955 · 1956 · 1957 · 1958 · 1959 · 1960 · 1961 · 1962 · 1963 · 1964 · 1965 · 1966 · 1967 · 1968 · 1969 · 1970 · 1971 · 1972 · 1973 · 1974 · 1975 · 1976 · 1977 · 1978 · 1979 · 1980 · 1981 · 1982 · 1983 · 1984 · 1985 · 1986 · 1987 · 1988 · 1989 · 1990 · 1991 · 1992 · 1993 · 1994 · 1995 · 1996 · 1997 · 1998 · 1999 · 2000 · 2001 · 2002 · 2003 · 2004 · 2005 · 2006 · 2007 · 2008 · 2009 · 2010 · 2011 · 2012 · 2013 · 2014 · 2015 · 2016 · 2017 · 2018 · 2019 · 2020 · 2021 · 2022 · 2023